# Hrabstwo Steuben (Nowy Jork)
Steuben – hrabstwo (ang. county) w stanie  Nowy Jork w USA. Populacja wynosi 98 726 mieszkańców (stan według spisu z 2000 r.).
Powierzchnia hrabstwa wynosi 3637 km². Gęstość zaludnienia wynosi 47 osób/km².

## Miasta
- Addison
- Avoca
- Bath
- Bradford
- Cameron
- Campbell
- Canisteo
- Caton
- Cohocton
- Corning
- Dansville
- Erwin
- Fremont
- Greenwood
- Hartsville
- Hornby
- Hornellsville
- Howard
- Jasper
- Lindley
- Prattsburgh
- Pulteney
- Rathbone
- Thurston
- Troupsburg
- Tuscarora
- Urbana
- Wayland
- Wayne
- West Union
- Wheeler
- Woodhull

## CDP
- Campbell
- Coopers Plains
- Gang Mills
- Prattsburgh

## Wioski
- Addison
- Arkport
- Avoca
- Bath
- Canisteo
- Cohocton
- Hammondsport
- North Hornell
- Painted Post
- Riverside
- Savona
- South Corning
- Wayland